# Bosseval-et-Briancourt
Bosseval-et-Briancourt – miejscowość i dawna gmina we Francji, w regionie Grand Est, w departamencie Ardeny. W 2013 roku liczba ludności wynosiła 420 mieszkańców. 
1 stycznia 2017 roku połączono dwie wcześniejsze gminy: Bosseval-et-Briancourt oraz Vrigne-aux-Bois. Siedzibą gminy została miejscowość Vrigne-aux-Bois, a nowa gmina przyjęła jej nazwę. 